# Trace Worthington
Trace Worthington, né le 28 novembre 1969 dans le Minnesota, est un skieur acrobatique américain. Skieur polyvalent il remporte deux fois le classement général de la coupe du monde (en 1992 et 1993), gagne deux championnats du monde en 1995 (saut acrobatique et combiné), et participe aux Jeux olympiques d'Albertville et de Lillehammer.

## Biographie
Trace Worthington est né dans le Minnesota le 28 novembre 1969. Il passe son enfance à Minneapolis pendant laquelle il s'adonne notamment au trampoline sur lequel il multiplie les figures,, et découvre le ski dès l'âge de deux ans. Puis sa famille déménage à Winter Park, siège d'une des stations de ski du Colorado : Winter Park Resort. Si durant son enfance il essaye de nombreux sports (comme le hockey ou le baseball) il se révèle vite un bon skieur, casse-coup, essayant de sauter la moindre bosse, osant des figures de plus en plus complexes.

### Carrière de skieur
À quatorze ans il abandonne sa scolarité et commence la compétition et concours dans les trois disciplines qui composent alors le ski acrobatiques : le saut acrobatique, le ski de bosses et le ballet,. En 1986 il remporte l'épreuve de saut acrobatique des championnats du monde junior, puis en 1987 celle des championnats juniors américains. Il intègre le circuit mondial en 1988 à tout juste dix-neuf ans et se classe cinquième de sa première épreuve, le saut acrobatique de Tignes,. Un mois plus tard, le 21 janvier 1989 il monte sur son premier podium mondial à Calgary, deuxième du saut acrobatique. Après cette première saison à ne disputer que les épreuves de saut, il participe à partir de la saison 1989-1990 aux trois épreuves. Il conclut cette seconde saison en remportant sa première victoire sur le circuit mondial à La Clusaz. Il s'agit même d'une double victoire puisqu'il remporte le saut acrobatique et le combiné, une épreuve « papier » qui combine les résultats des trois autres. Cette polyvalence est récompensée puisqu’il termine aux troisièmes places du classement du combiné et surtout du classement général (derrière les Français Éric Laboureix et Olivier Allamand).
Lors de la saison suivante il confirme ses bons résultats en décrochant la secondes places du classement du combiné, et en conservant sa troisième place au classement général. Lors des Mondiaux de Lake Placid en février, il participe cette fois à toutes les épreuves et échoue au pied du podium en combiné
La saison 1991-1992 est particulière à deux titres. D'abord parce que le quintuple champion Éric Laboureix se retire de la compétition, faisant de Worthington un des favoris pour le classement général. Surtout parce que 1992 voit le ski acrobatique discipline olympique pour la première fois. En effet à Calgary en 1988 ski de bosses, saut acrobatique et ballet étaient inscrits au programme en tant que sport de démonstration, mais en 1992 à Albertville le ski de bosses est promu discipline officielle, les deux autres restant en démonstration. Côté coupe du monde, Worthington touche le Grall. Pour la première fois il est sacré en combiné et surtout vainqueur du classement général. Côté coupe du monde, l'évènement revêt une saveur particulière pour Worthington puisque son arrière-grand-père, Harry Worthington (en), a participé aux Jeux de 1912 en athlétisme (quatrième du concours de saut en longueur). malheureusement pour Worthington le ski de bosse est la discipline où il a de moins bons résultats et il ne participe qu'aux épreuves de démonstration du Ballet et du Saut acrobatique dont il termine respectivement onzième et septième,.
La perspective des jeux de Lillehammer, deux ans seulement après ceux d'Albertville grâce à la mise en place de l'alternance entre les jeux d'hiver et d'été change la donne pour Worthington, puisque si le ballet reste en démonstration, le saut acrobatique devient discipline officielle. Il décide donc de mettre l'accent sur cette discipline ce qui se traduit lors de la saison 1992-1993 par une seconde places au classement de la spécialité, qui ajoutée a une nouvelle première place dans celui du combiné lui permet de conserver son titre de vainqueur de la coupe du monde de ski acrobatique. La performance est d'autant plus remarquable qu'il se blesse à l'épaule en début de saison,. Une blessure que lui reproche ses entraîneurs car elle n'a pas lieu lors d'une session de ski mais lors d'une démonstration de trampoline à Albany, discipline qu'il continue de pratiquer en été notamment parce que l'activité est plus lucrative que le ski acrobatique,,. En fin de saison il participe à ses troisièmes championnats du monde à Altenmark-Zauchensee, et y obtient sa première médaille mondiale en décrochant la seconde place lors du combiné.
Il commence la saison 1993-1994 en faisant figure de favori à sa propre succession pour la coupe du monde, et au premier titre olympique en saut acrobatique. Il est le seul à tenter (et réussir) en compétition officielle trois back flips et quatre twists, figures innovantes qu'il marie à des réceptions de grande qualité,,. Mais il se blesse au genou droit lors d'un entraînement en début de saison,. Ses classements en coupe du monde s'en ressentent (quatrième en saut, « seulement » sixième en combiné et troisième au général) mais il participe néanmoins aux jeux olympiques dans les deux disciplines. Dix-neuvième du ski de bosses, il termine cinquième du concours de saut acrobatique,.
Libéré de ces problèmes de blessure, ils totalisent dix victoires lors de la coupe du monde 1994-1995, quatre en saut acrobatique et six en combiné,, qui lui permettent de remporter le titre dans les deux disciplines. Son premier pour le ski acrobatique, son troisième en combiné. En février la coupe du monde laisse la place aux championnats du monde à La Clusaz, la station où il a remporté sa première victoire mondiale cinq ans plus tôt. Il y remporte deux titre, celui de saut à ski et celui du combiné, et devient le premier skieur en remporter deux titre lors de la même édition des championnats du monde de ski acrobatique.
Avec les Jeux de Nagano en ligne de mire, Worthington décide de se consacrer au saut à ski au détriment des autres épreuves. C'est ainsi qu'il entame la saison 1995-1996. Mais des crises de vertige de plus en plus fréquente rendent la pratique du saut acrobatique dangereuse pour Worthngton. Il ne peut participer qu'à quelques (trois) concours en 1995-1996, à peine plus en 1996-1997 et doit finalement renoncer à la compétition, et à son rêve olympique.
Trace « The Ace » comme il est surnommé, termine donc sa carrière avec un bilan de soixante-treize podiums dont trente-sept victoires en coupe du monde et trois podiums dont deux victoires en championnats du monde, et six globes de cristal dont deux pour le classement général, ce qui fait de lui au moment de sa retraite le skieur acrobatique américain le plus titré.
Worthington fait une dernière apparition internationale en 1999 lors des troisièmes Winter X Games où il participe à l'épreuve de ski cross dont il se classe septième.
Durant sa carrière il a également participé à trois films de Warren Miller, quatre films de RAP production et de nombreux spots publicitaire, préfigurant sa reconversion dans les médias.

### Reconversion
TRrace Worthington entame sa reconversion selon deux axes. D'une part en exploitant sa passion pour le trampoline et sa connaissance du ski acrobatique. Il crée sa société, Flying Ace Productions, qui commercialise une méthode d’entraînement pour les skieurs acrobatiques en utilisant les trampolines. Il continue également à participer à des exhibitions de trampolines.
Par ailleurs il commence une carrière de commentateur et de consultant pour des médias pour FOX dès 1997 puis Versus et CBS Sports. En 1999 il devient la tête d'affiche de l'équipe qui commente et analyse les compétitions de ski acrobatique, coupe du monde jeux olympiques, pour NBC, NBC Sports et CBS Sports,. S'il couvre avec sept Jeux olympiques d'hiver avec ces grosses chaînes américaines, il a aussi commenté ou analysé le ski acrobatique pour de nombreux autres médias : Red Bull TV, NBC, NBCSN, CBS, FOX ou FS1.
Il continue par ailleurs d’apparaître dans différents films de ski, notamment de Warren Miller, comme « Endless Winter » en 1995, « Freerider” » en 1999 ou « Cold Fusion » en 2002,.

### Vie privée
Trace Worthington est marié a Trisha Worthington, avec qui il vit a Park City dans l'Utah depuis 1994,,,. Ensemble ils ont deux filles. En 2014 Trisha est nommée vice-présidente exécutive et responsable du développement de l'U.S. Ski and Snowboard Association.

## Palmarès

### Coupe du monde
- 2 gros globe de cristal :
  - Vainqueur du classement général en 1992 et 1993[9].
- 4 petits globe de cristal :
  - Vainqueur du classement sauts en 1995[9].
  - Vainqueur du classement combiné en 1992, 1993 et 1995[9].
- 73 podiums dont 37 victoires, tous obtenus en saut acrobatique et en combiné[17],[18].

#### Différents classements en coupe du monde
| Année/Classement | Général | Général | Saut acrobatique | Saut acrobatique | Ski de bosses | Ski de bosses | Ballet | Ballet | Combiné | Combiné |
| ---------------- | ------- | ------- | ---------------- | ---------------- | ------------- | ------------- | ------ | ------ | ------- | ------- |
| Année/Classement | Class.  | Points  | Class.           | Points           | Class.        | Points        | Class. | Points | Class.  | Points  |
| 1988-1989        | 18e     | 21.00   | 5e               | 125.00           | -             | -             | -      | -      | -       | -       |
| 1989-1990        | 3e      | 47.00   | 6e               | 126.00           | 37e           | 14.00         | 18e    | 62.00  | 3e      | 80.00   |
| 1990-1991        | 3e      | 45.00   | 5e               | 194.00           | 38e           | 21.00         | 22e    | 57.00  | 2e      | 115.00  |
| 1991-1992        | 1er     | 51.00   | 5e               | 175.00           | 30e           | 37.00         | 19e    | 75.00  | 1er     | 120.00  |
| 1992-1993        | 1er     | 139.00  | 2e               | 564.00           | 44e           | 36.00         | 19e    | 284.00 | 1er     | 600.00  |
| 1993-1994        | 3e      | 116.00  | 4e               | 668.00           | 50e           | 44.00         | 21e    | 216.00 | 6e      | 200.00  |
| 1994-1995        | 2e      | 156.00  | 1re              | 772.00           | -             | 0.0           | 14e    | 420.00 | 1er     | 600.00  |
| 1995-1996        | 66e     | 27.00   | 25e              | 240.00           | -             | -             | -      | -      | -       | -       |
| 1996-1997        | 47e     | 48.00   | 18e              | 380.00           | -             | -             | -      | -      | -       | -       |

#### Podiums
En neuf saisons Trace Worthington est monté soixante-treize fois sur podium de coupe du monde, à chaque fois en saut acrobatique ou en combiné :
| Date             | Lieu                 | Place | Discipline       |
| ---------------- | -------------------- | ----- | ---------------- |
| 1988-1989        |                      |       |                  |
| 18 mars 1989     | Are                  | 2e    | Saut acrobatique |
| 1989-1990        |                      |       |                  |
| 16 décembre 1989 | Tignes               | 2e    | Combiné          |
| 7 janvier 1990   | Mont Gabriel         | 2e    | Saut acrobatique |
| 7 janvier 1990   | Mont Gabriel         | 3e    | Combiné          |
| 28 janvier 1990  | Calgary              | 3e    | Combiné          |
| 11 février 1990  | Inawashiro           | 3e    | Combiné          |
| 14 mars 1990     | la Clusaz            | 1er   | Saut acrobatique |
| 16 mars 1990     | la Clusaz            | 1er   | Combiné          |
| 1990-1991        |                      |       |                  |
| 2 décembre 1990  | La Plagne            | 2e    | Combiné          |
| 7 décembre 1990  | Tignes               | 3e    | Saut acrobatique |
| 8 décembre 1990  | Tignes               | 1er   | Combiné          |
| 8 décembre 1990  | Zermatt              | 2e    | Combiné          |
| 3 février 1991   | Mont Gabriel         | 1er   | Combiné          |
| 21 février 1991  | La Clusaz            | 2e    | Saut acrobatique |
| 21 février 1991  | La Clusaz            | 2e    | Combiné          |
| 26 février 1991  | Skole                | 2e    | Saut acrobatique |
| 26 février 1991  | Skole                | 2e    | Combiné          |
| 10 mars 1991     | Voss                 | 2e    | Saut acrobatique |
| 10 mars 1991     | Voss                 | 2e    | Combiné          |
| 1991-1992        |                      |       |                  |
| 7 décembre 1991  | Tignes               | 2e    | Combiné          |
| 11 décembre 1991 | Zermatt              | 1er   | Saut acrobatique |
| 12 décembre 1991 | Zermatt              | 1er   | Combiné          |
| 17 décembre 1991 | Piancavallo          | 1er   | Combiné          |
| 12 janvier 1992  | Whistler Blackcomb   | 1er   | Combiné          |
| 19 janvier 1992  | Breckenridge         | 1er   | Combiné          |
| 25 janvier 1992  | Lake Placid          | 3e    | Saut acrobatique |
| 25 janvier 1992  | Lake Placid          | 1er   | Combiné          |
| 2 février 1992   | Oberjoch             | 2e    | Combiné          |
| 1er mars 1992    | Inawashiro           | 1er   | Combiné          |
| 5 mars 1992      | Madarao              | 1er   | Saut acrobatique |
| 5 mars 1992      | Madarao              | 1er   | Combiné          |
| 14 février 1992  | Altenmark-Zauchensee | 1er   | Combiné          |
| 1992-1993        |                      |       |                  |
| 19 décembre 1992 | Piancavallo          | 2e    | Combiné          |
| 10 janvier 1993  | Whistler Blackcomb   | 3e    | Saut acrobatique |
| 10 janvier 1993  | Whistler Blackcomb   | 1er   | Combiné          |
| 17 janvier 1993  | Breckenridge         | 2e    | Saut acrobatique |
| 23 janvier 1993  | Lake Placid          | 1er   | Combiné          |
| 31 janvier 1993  | Le Relais            | 2e    | Saut acrobatique |
| 31 janvier 1993  | Le Relais            | 1er   | Combiné          |
| 16 février 1993  | La Plagne            | 2e    | Combiné          |
| 26 février 1993  | La Plagne            | 3e    | Saut acrobatique |
| 27 février 1993  | La Plagne            | 1er   | Combiné          |
| 28 mars 1993     | Lillehammer          | 1er   | Saut acrobatique |
| 28 mars 1993     | Lillehammer          | 1er   | Combiné          |
| 1993-1994        |                      |       |                  |
| 12 décembre 1993 | Tignes               | 1er   | Saut acrobatique |
| 12 décembre 1993 | Tignes               | 1er   | Combiné          |
| 22 janvier 1994  | Lake Placid          | 3e    | Saut acrobatique |
| 5 mars 1994      | Altenmark-Zauchensee | 1er   | Combiné          |
| 1994-1995        |                      |       |                  |
| 8 janvier 1995   | Whistler Blackcomb   | 2e    | Combiné          |
| 15 janvier 1995  | Breckenridge         | 3e    | Combiné          |
| 15 janvier 1995  | Breckenridge         | 1er   | Combiné          |
| 21 janvier 1995  | Le Relais            | 1er   | Saut acrobatique |
| 22 janvier 1995  | Le Relais            | 1er   | Combiné          |
| 28 janvier 1995  | Lake Placid          | 1er   | Saut acrobatique |
| 28 janvier 1995  | Lake Placid          | 1er   | Combiné          |
| 4 février 1995   | Oberjoch             | 2e    | Saut acrobatique |
| 4 février 1995   | Oberjoch             | 1er   | Combiné          |
| 10 février 1995  | Altenmark-Zauchensee | 1er   | Saut acrobatique |
| 16 février 1995  | la Clusaz            | 1er   | Combiné          |
| 24 février 1995  | Kirchberg            | 2e    | Combiné          |
| 4 mars 1995      | Lillehammer          | 2e    | Saut acrobatique |
| 5 mars 1995      | Lillehammer          | 1er   | Combiné          |
| 10 mars 1995     | Hundfjället          | 3e    | Saut acrobatique |
| 11 mars 1995     | Hundfjället          | 1er   | Combiné          |

### Championnats du monde
| Épreuve / Édition | Oberjoch 1989 | Lake Placid 1991 | Altenmark-Zauchensee 1993 | La Clusaz 1995 |
| Saut acrobatique  | 5e            | 14e              | 5e                        | 1er            |
| Ski de bosses     | -             | 27e              | 18e                       | -              |
| Ballet            | -             | 24e              | 25e                       | -              |
| Combiné           | -             | 4e               | 2e                        | 1er            |

### Jeux Olympiques
Trace Worthington a participé à deux Jeux olympiques d'hiver, Albertville en 1992 et Lillehammer en 1994. Néanmoins à Albertville les deux épreuves auxquelles il participe, le saut acrobatique et le balletn, ne sont que des épreuves de démonstation. À l'inverse à Lillehammer il ne participe qu'au deux disciplines officielles que sont alors le ski de bosses et le saut acrobatique.
| Épreuve / Édition | Albertville 1992 | Lillehammer 1994 |
| Saut acrobatique  | 7e               | 5e               |
| Ski de bosses     | -                | 19e              |
| Ballet            | 11e              | -                |

### Championnats américains
Sur l'ensemble de sa carrière Trace Worthnigton remporte onze titre nationaux.

## Prix et distinctions
- Worthington est intronisé au U.S. Ski and Snowboard Hall of Fame en 2006[2].
- Le magazine Ski Racing Magazine le nomme skieur acrobatique américain de l'année à quatre reprises, en 1992, 1993, 1994 et 1995[2].
- Le magazine Ski Racing Magazine le nomme skieur international de l'année en 1993[2].